# Brandão (Cabo Verde)
Brandão es una localidad caboverdiana del municipio de São Filipe.

## Geografía
La localidad está situada en la isla de Fogo.

## Organización territorial
La localidad abarca los lugares y barrios de:
- Brandão
- Brandãozinho
- João da Noly de Baixo
- Lapa Cavalo
- Maria Chaves
- Morato